# Hama Hima Souley
Hama Hima Souley (* 1959 in Falmey; vollständiger Vorname Amadou oder Hamadou) ist ein nigrischer Unternehmer und Sportfunktionär.

## Leben
Hama Hima Souley wurde im zu Falmey gehörenden Dorf Belandé Kaïna im Westen Nigers geboren. Sein Vater war Import-Export-Kaufmann in der Hauptstadt Niamey und gründete 1976 die Souley-Gruppe als Familienunternehmen, das sich basierend auf einem landesweiten Monopol für den Handel mit Nestlé-Produkten zu einem der wichtigsten Privatunternehmen des Landes entwickelte. Hama Hima Souley begann ein Studium der Rechtswissenschaften an der Universität Niamey, das er mit einer Licence en droit beendete, um 1985 nach dem Tod seines Vaters die Leitung des Familienunternehmens zu übernehmen.
Durch die Erweiterung auf den Handel mit Reis und Zucker erreichte die Souley-Gruppe eine hohe Markenbekanntheit in Niger. Auch im informellen Sektor wurde Hima Souley zu einer Schlüsselfigur. Im Unterschied zu anderen bedeutenden Wirtschaftstreibenden verzichtete er während der Demokratisierung der 1990er Jahre auf einen Einstieg in die Politik. Er galt jedoch als Unterstützer und Financier der Nationalen Bewegung der Entwicklungsgesellschaft, der in der Region Niamey vorherrschenden Partei. Zudem war er mit dem von 1996 bis 1999 amtierenden Staatspräsidenten Ibrahim Baré Maïnassara verschwägert. Im Jahr 1998 kaufte die Souley-Gruppe das staatliche Milchwirtschaftsunternehmen Solani und diversifizierte sich dadurch weiter. Hima Souley wurde ferner Vorsitzender des Verwaltungsrats von BIA-Niger, der wichtigsten Bank des Landes, und des Mobilfunkunternehmens Télécel. Die Souley-Gruppe übernahm außerdem die Aktienmehrheit von Snar-Leyma, des größten Versicherungsunternehmens Nigers. Im Februar 2000 gründete Hima Souley mit Ténéré TV den ersten nigrischen privaten Fernsehkanal.
Hima Souley war von 1996 bis 2005 Präsident der Fédération Nigérienne de Football, des nationalen Fußballverbands Nigers. Seiner Ablösung ging eine lange Krise im Fußballverband voraus. Er war auch als Mitglied des Exekutivkomitees der Confédération Africaine de Football, der afrikanischen Regionalkonföderation der FIFA, tätig.
2015 wurde Hima Souley als traditioneller Ortsvorsteher (chef traditionnel) seines Geburtsorts Belandé Kaïna eingesetzt.